# Sint-Hubertuskerk (Runkst)

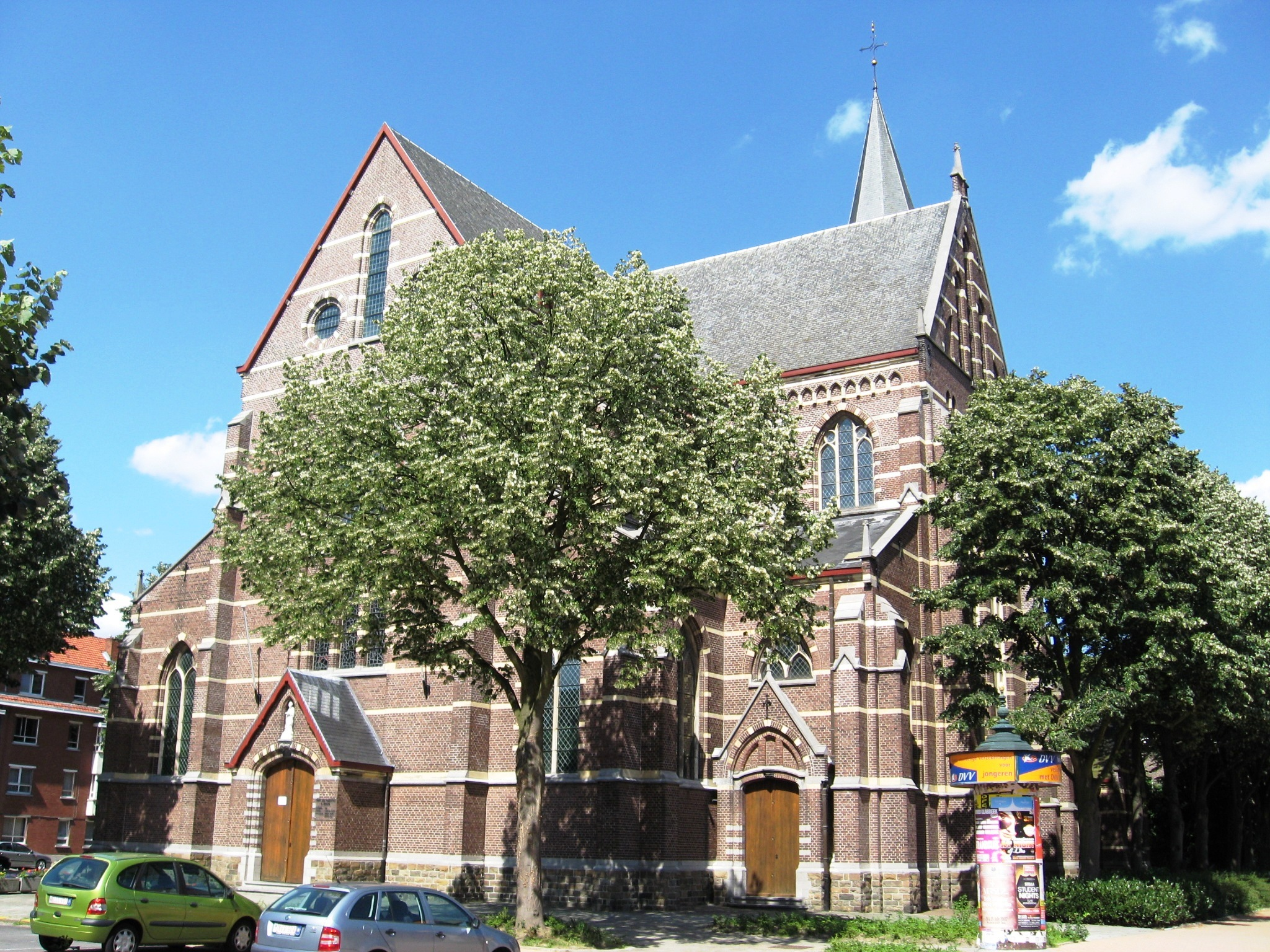
Sint-Hubertuskerk

De Sint-Hubertuskerk is de oudste parochiekerk van Runkst, gelegen aan de Pastoor Van Dijckstraat.
In 1912 werd de Sint-Hubertusparochie opgericht en in 1913 werd met de bouw van de kerk begonnen. Ten gevolge van de Eerste Wereldoorlog duurde het nog tot 1921 voor de kerk in gebruik kon worden genomen. Pas in 1928 werd de kerk officieel ingezegend.
Het is een driebeukige bakstenen kruisbasiliek in neogotische stijl. Ter versiering zijn bakstenen banden aangebracht. Het koor wordt geflankeerd door een achtkantig torentje op vierkante onderbouw. Naast deze toren bevindt zich een achtkantig traptorentje dat tot halve hoogte reikt. Beide zijn gedekt door een achtkante naaldspits.
In 1952-1953 werden door Paule Nolens in het koor schilderingen aangebracht die het leven van Sint-Hubertus voorstellen. De glas-in-loodramen uit 1952 zijn van Roger Daniëls. Het roosvenster in de westgevel, aangebracht in 1950, werd ontworpen door Kiegen.